# ゼロの偶奇性
ゼロは偶数である。このことを数学的に証明することは簡単であり、それを理解することも容易である。ゼロが偶数であることを証明するもっとも簡単な方法は、それが「偶数」の定義(2の倍数である整数)に当てはまることを確認することである。すなわち0＝0×2である。結果的に、ゼロは偶数の特徴であるような性質をすべて持っている。例えば、0は2で割りきれる。0の両隣は奇数である、0はある整数(0)とそれ自身との和である。0要素の集合(空集合)は、二つの等しい集合に分割できる、等々。ゼロは、他の偶数が満たすべきパターンにもまた合致している。例えば、偶数－偶数＝偶数のような算術における規則は、0が偶数であることを要求する。
しかしながら、一般社会において、ゼロの偶奇性を認識することは、他の整数の偶奇性に比較して困難が伴い、混乱の元になることが知られている。ある研究によれば、小学校の生徒たちは半数程度がゼロが偶数であることを正しく認識できなかった(後述)。また、数学専攻の学生や数学の教師でさえ、0が偶数であることに対して、しばしば誤った認識を持つ(後述)。これは「ゼロ」という概念の特殊性や、「偶数」という定義の誤解に由来するとみられ、反応時間試験においても大部分の人々は、0が偶数と認識するのに要する時間は、2,4,6,8,…などより明らかに遅かった。
本記事では、このようにゼロの偶奇性に対する一般的な認識に関して研究された、あるいは発生した事象を中心に解説する。

## ゼロが偶数である理由
「偶数」の標準的な定義は、ゼロが偶数であることの直接的な証明に利用できる。ある数は、それが2の整数倍であるとき「偶数」と呼ばれる。例えば 10が偶数であるのは、それが2×5に等しいことが理由である。同様にゼロも2の整数倍である。すなわち0＝2×0。ゆえに0は偶数である。
なぜ0が偶数であるのかを形式的な定義無しに説明することも可能である。
以下の説明は、数の概念の基本的な観点から、ゼロが偶数である、という命題を解明する。この基本的観点は、偶数の定義それ自身、およびその定義がゼロに対して適用可能であることに対する論理的根拠を与えることができる。

### 基本的な説明
ゼロは一つの「数」であり、数とは計数に対して使われるものである。何かのモノの集合が与えられたとき、我々はその集合にどれくらいのモノがあるか考察するために数を使用する。ゼロとは「モノがない」場合の計数である:もっと形式的ないいかたをすれば、ゼロとは空集合の要素の数である。偶奇性の概念は、モノを2個ずつのペアにする際に使われる。ある集合に含まれるモノを、2個ずつ一まとめにして区切るとき、余りがなければそのモノの数は偶数である。余りが出るならば奇数である。空集合は、2個一まとめのグループを0個含んでおり余るモノは無いからゼロは偶数である。

0の箱には赤い物体が入らない。

この考え方は、モノの対を描くことにより図式化できる。要素数0の2つのグループを描くこと、あるいは余りが存在しないことを強調するように描くこと困難であり、そのために、要素数ゼロでない場合のグループ分けを描き、それらをゼロと比較することが助けになる。例えば、5要素の集合の場合、二つの対が存在し、なおかつ重要なことは一つの余りが存在することである。それゆえに5は奇数である。4要素の集合の場合は、余りの要素はない。ゆえに4は偶数である。更に、一つの要素を持つ集合においては、対が存在せず、一つの要素が余るので、1は奇数である。ゼロ要素の集合は、余りの要素がない。そこで0は偶数である。 (右図参照)
他にも、偶数性の具体的な定義が存在する。集合の要素が二つの等しい大きさのグループに区切れるならば、その要素数は偶数である。この定義は最初のそれと同値である。この定義でも先の定義と同様に、空集合はそれぞれゼロ要素を持つ二つのグループにわけることができるからゼロは偶数である。
数はまた、数直線上の点としても視覚化できる。偶数と奇数がそれぞれ区別され、特に負の数が導入されれば、それらのパターンが明瞭になる。
偶数と奇数は交互に現れる。任意の偶数から始めて二つずつ、上から、あるいは下から数えることにより他の偶数に到達できる。この方法で任意の偶数から0に到達でき、また0から任意の偶数に到達できる。ここで0を例外扱いして飛ばすべき理由はない。
積を導入し、算術表現を使うことで、偶奇性はより公式的な方法でアプローチできる。すべての整数は(2 × □) + 0か、(2 × □) + 1のどちらかである。この形式的な数は前者が偶数、後者が奇数である。例えば、1は1=(2 × 0) + 1だから奇数であり、0は0 = (2 × 0) + 0だから偶数である。これを表にまとめてみれば、上の数直線の絵による説明が補強される。

### 偶奇性の定義
「2の倍数であるような整数」を意味する「偶数」のような、数学の用語に対する正確な定義は、究極的には一つの風習である。「偶数」とは違い、ある数学的概念は、自明な例や退化した例を排除するための目的を持って構成された。素数は有名な例である。20世紀以前に素数の定義は一貫性がなく、ゴールドバッハ、ランベルト、ルジャンドル、ケイリー、クロネッカーのような有名な数学者が「1は素数である」と書いていた。現代の「素数」の定義は「厳密に2つの異なる約数(1とその数自身)を持つ正の整数」である。この定義によれば1は素数ではない。この定義は、素数に関する数学的定理に対して、(1を素数に含める場合と比較して)より自然に適合することがわかる。それによりこの定義を合理化できる。例えば算術の基本定理は、1を素数として考慮しない場合の方が主張としてより簡単になる。
同様に、ゼロを含まないような方法で「偶数」の概念を再定義することは可能である。しかしそのような新しい定義は、偶数に関する定理を記述するためにより困難を伴うであろう。その効果は、以下のように基本的な算術にも見ることができる。偶奇性が和、差、積にもっとも関連する規則は、
偶数 ± 偶数 = 偶数
奇数 ± 奇数 = 偶数
偶数 × 整数 = 偶数
これらの規則で左辺に適当な値を代入すると、右辺にはゼロが表れる。
2 − 2 = 0
−3 + 3 = 0
4 × 0 = 0
ゆえに上の規則は、もしゼロが偶数でないとすれば正しくない。その場合、少なくともこれらの規則は多少修正されなければならない。例えば、ある受験参考書は、偶数は2の倍数である整数として特徴づけているが、0は「偶数でも奇数でもない」と断言している。したがってその参考書では、偶数と奇数に関する計算規則は、次のように例外を含んだものになっている:
偶数 ± 偶数 = 偶数 (またはゼロ)
奇数 ± 奇数 = 偶数  (またはゼロ)
偶数 × ゼロでない整数 = 偶数
偶数の定義においてゼロに対して例外的な扱いをすると、偶数に対する規則においても同じような例外的扱いを強いられることになる。他の観点から言うと、正の偶数が従うべき規則を置き、さらにその規則が整数に対しても連続的に保たれることを要求すると、結局は通常の偶数の定義とゼロの偶数性が強いられることになる。

## 教育

学年別の解答とその割合

ゼロの偶奇性の課題は、しばしば初等教育の最初の二、三年以内に、偶数と奇数の概念が導入され発展されるときに扱われる。

### 生徒の知識
右のグラフは、イギリスの初等教育課程において小学一年生から六年生の生徒たちがゼロの偶奇性について信じていることの内容を示している。このデータは、イギリスの学童に関する2つの調査を実施したLen Frobisherによるものである。彼は、一桁の数についての偶奇性の知識が、どのようにして多数桁の数の偶奇性の知識に移行するか、ということに興味を持っていた。この結果においてゼロは際めて目立っていた。
およそ400人の7歳児を対象とした予備調査において、ゼロの偶奇性を尋ねたとき、45%が「奇数」よりも「偶数」を選んだ。詳細調査では、さらなる選択肢として「どちらでもない」「両方」「わからない」が加えられた。このとき、ゼロを偶数であると判定した同年輩の子供の数は32%に落ちている。小学三年生から六年生にかけて、ゼロが偶数であると正しく決められた生徒の割合は、最初は歳ごとに上昇するが、50%付近で横ばいになる。対照として、一桁の数の偶奇性を決定するというもっともやさしい課題に対しては、およそ85%の正答で横ばいになる。
インタビューによって、Frobisherは生徒たちの理由付けを聞き出した。ある五年生の生徒は、2の九九表に0を見付けたので0は偶数とした。ある四年生の二人の生徒は、ゼロが二分割できるということを理解していた。他の五年生の生徒は「1は奇数だから、1つ下がればそれは偶数だ」と理由付けた。
このインタビューでは、不正解の背景にある誤った認識も解明された。ある二年生の生徒は、最初に数える数である、ということに基づき、ゼロは奇数だと「完全に確信していた」。ある四年生の生徒は、ゼロとは「何もない」ということであり偶数でも奇数でもない、なぜなら「ゼロは数ではないから」と考えた 。
他の研究において、Annie Keithは、それぞれ偶奇の交替性、および、ゼロのものを等しく0の2つのグループに分けることの可能性を理由として、ゼロは偶数であると確信した、二年生の15クラスの生徒を観察した。
さらに深い研究が、Esther Levenson、Pessia Tsamir、Dina Tiroshの三者により実施された。彼らは、数学の授業で高度に優れている六年生の二人の生徒にインタビューした。一人の生徒は数学的な主張の演繹的説明を望んだがもう一人は実際的な説明を好んだ。二人共最初は、違う理由から、0は偶数でも奇数でもないと考えていた。(Levenson, Tsamir & Tirosh 2007)では、生徒たちの理由付けに、どのようにしてはこれらのゼロと割算の概念が反映したかを示している。
| 生徒たちによる主張                         |
| ------------------------------------------ |
| ゼロは偶数または奇数ではない。             |
| ゼロは偶数かもしれない。                   |
| ゼロは奇数じゃない。                       |
| ゼロは偶数でなければならない。             |
| ゼロは偶数ではない。                       |
| ゼロは常に偶数であるべきだ。               |
| ゼロは常に偶数であるべきということはない。 |
| ゼロは偶数。                               |
| ゼロは特別。                               |

Deborah Loewenberg Ballは、三年生のあるクラスの生徒たちの奇数と偶数とゼロについての考え方を解析した。彼らは、ちょうど四年生のグループと議論していた。生徒たちはゼロの偶奇性、偶数の規則、およびいかに数学がなされるかを議論していた。ゼロについての主張は、表に見るように多数の形式があった。 Ballと彼女の共著者は、このエピソードを、通常の演習における機械的解法での自律性の減少とは異なり、いかにして生徒たちが「学校で数学をする」ことができるかを示したものだ、と論じた。
この研究論文における主題の一つは、生徒たちの概念像と概念定義の間の葛藤である。
(Levenson, Tsamir & Tirosh 2007)の六年生は二人共、2の倍数として、あるいは2で割り切れる数として偶数の定義を与えられていた。しかし彼らは最初、この定義をゼロに応用できなかった。なぜなら彼らは0を2で割るまたは2を掛けることについていかにすべきか自信が持てなかったから。インタビュアーは最終的に彼らにゼロは偶数である、という結論に導かせた。生徒たちは、イメージ、定義、実際的な説明、および抽象的な説明の組合せを描くことで、この結論に違う方向で到達した。
他の研究では. David Dickersonと Damien Pitmanは 5人の上級の学部教育数学専攻者による定義の使用を調査した。
彼らは、学部生はゼロに対して偶数の定義を十分に応用できるものの、それは彼らの概念像と矛盾するため、彼らはまだこの理由によっても納得しなかったことを見出した。

### 教員の知識
ミシガン大学の数学教育の研究者たちは、「ゼロは偶数」の真偽を問う質問を、教師の持つ知識の内容を測るべく設計された250以上の質問のデータベースに含めている。この質問集は教師たちに対して、"誰でも十分な教育を受けた大人が持つべき共通の数学的知識、かつ、教師として必要なだけではなく教育という仕事のために特化した数学的知識"を例示する。そしてそれは、traditional mathematicsとReform mathematicsの間で変化が無いように、"思想として中立"であるものとすべく注意が払われている。2000-2004年にかけて、アメリカで行われた700人の実験的な教員たちの研究では、これらの質問の全体的な成績は、その教員たちの授業を受けた後の生徒たちのstandardized testの成績の改善を有意に予測した。さらに深い2008年の研究で、研究者たちは、他のすべての計測では模範的だった一人の教員を含む教員のすべてが、ゼロは偶数でも奇数でもない、と考えていた学校を発見した。この誤認はそれらの建物にいた数学コーチによって広められていた。
どれくらいの教員が、ゼロについての誤解を持っているかは不明瞭である。このミシガン大学の研究は、個々の質問に対する公開データはない。1972年に報告された、南フロリダ大学で数学教育の助教授だった Betty Lichtenberg の研究によれば、有望な小学校の教員のグループが、「ゼロは偶数である」という項目を含む真偽テストを与えられたとき、彼らはこれを「引っかけ問題」と見なし、およそ3分の2が「偽」と答えた。

### 教育指導への示唆
数学的に、ゼロが偶数であることの証明は、定義の簡単な応用である。しかし、教育現場ではさらなる説明が必要とされる。数学的証明の本質に関連する問題の一つは、「2の倍数である整数」としての「偶数」の定義は常に適当なわけではない、という点である。初等教育第一学年の生徒は、まだ「整数」や「倍数」の意味を学習していないであろうし、0をかける方法はなおさらであろう。
さらに加えて、もし今のところ偶数が正の数だけと教えられているならば、すべての整数に対する偶奇性の定義を主張することは、概念を恣意的に短絡しているように見えるかもしれない。それは数の概念が正整数から0を含む負の整数に拡張されるような知識の助けになるかもしれない、偶奇性のような数の性質もまた非自明な方法で拡張される
。

## 数量認識

0から8までの数についての偶奇について、複合的に組み合わせて2回繰り返した結果を統計解析すると、0が他の数字から離れていることがうかがえる。なお、この最小空間解析においては、軸は恣意的に引かれたものであり、数字の集まり方のみが意味を持つことに注意。

ゼロは偶数であると信じる大人であっても、それを偶数と考えることに必ずしも馴染んでいるわけではない。その馴染の無さは、 反応時間テストで、それらの低減を計測できる程十分である。数量認識の分野における開拓者の一人であるStanislas Dehaeneは、1990年代初期にそのような一連の実験を行った。
ある命数あるいは数詞がモニター上で被験者に表示される。被験者はその数字が偶数か奇数かを決定し、それに応じて右または左のボタンを押す。左右のボタンと偶数・奇数の対応は、実験ごとに変わる。コンピューターは被験者が二つのボタンの一つを押すまでにその対象を表示している時間を記録する。この結果、0は他の偶数よりも処理時間が遅いことが示された。この実験のあるバリエーションでは60ミリ秒ほどの遅れが見られた。この差は平均反応時間の約10%の小さなものだが重要である。。
Dehaene の実験は、特に0について研究するためにデザインされていたわけではなく、むしろ、いかにして偶奇性の情報が処理され抽出されるのかを説明するための、複数の競合するモデルを比較するためのものであった。もっとも明確なモデルである精神計算仮説は、0に対する反応は早くなるであろうことを示唆していた。0は小さな数であり、0 × 2 = 0を計算することは容易だからである。しかし、この実験結果は何かまったく違うことが発生していたことを示唆している。どうやら、偶奇性の情報は、素数やら2の冪のような関連する数の性質のクラスターとともに記憶から呼び出されているらしい。
2の冪の数列と、偶数の列2, 4, 6, 8, ...は両方共、それらのメンバーが偶数の原型であるような、よく目立つ精神的カテゴリーである。ゼロはこれらのリストのどちらにも属していない、だから反応が遅いのである。
繰り返された実験では、命数形式での数の名前、文字による表示、および鏡文字などを使い、多様な年齢、国籍、言語などを持つ被験者に対してゼロでの遅れが示された。
Dehaeneのグループは、ある異なる要素を見出した。それは数学の専門知識である。これらの試験の一つでは、高等師範学校の学生が二つのグループに分けられた:文学専攻と数学、物理、生物専攻である。0での遅れは「本質的に文学専攻群に見られる」。そして実際、「試験の前に、ある文学専攻の対象者は0が偶数か奇数か確信が無く、数学的定義の復習をしなければならなかった」。
馴染みに対するこの強力な依存性は、精神的計算仮説をさらに不利にする 。
この結果は又、グループとして偶数と奇数が比較されるような実験においてゼロを含むことは不適切であるということを示唆している。ある研究で述べられていたように「大部分の研究者は、0が典型的な偶数ではなく、精神的な数直線の一部として研究されるべきではない、ということに同意しているようだ」

## 日常での文脈
ゼロの偶奇性を問う質問は、インターネットの掲示板や専門家に尋ねるウェブサイトにおける話題を提供する。時として、ゼロの偶奇性は、純粋に修辞学的な意味合いで引合いに出される。言語学者のJoseph Grimes は、結婚したカップルに「ゼロは偶数か?」と尋ねることは彼らに不一致をもたらす良い方法であると考えた。
ゼロは偶数でも奇数でもないと考える人々は、すべての規則が反例を持つということの証明として、あるいは引っかけ問題の例として、ゼロの偶奇性を使うようだ。
standardized testsにおいて、偶数の振舞についての問題が出題されたら、0が偶数であることを心に止めておく必要があるかもしれない。Graduate Management Admission TestとGREに関する公式な出版物は両方共0は偶数であると主張している。
ゼロの偶奇性は、車がナンバープレートの最後の桁の数字の偶奇にしたがって一日おきに運転あるいはガソリンを購入できるようにする交通政策（Odd–even rationing）にも関連する。適用される範囲の半分の数は、 0, 2, 4, 6, 8 であり、残りの半分は1, 3, 5, 7, 9である。そこでこれは他の偶数とともに0を含めるという意味合いである。
ところが、1977年に、パリでこのシステムが導入されたとき、ある「奇数のみの日」に混乱を引き起こした。警察はナンバー下一桁が0であるドライバーが違反しても罰金を課すことを避けたのである。なぜなら警察は、0が偶数かどうか知らなかったからだ。
このような混乱を予防するために、時としてこの種の交通規制に関連する法律では、0は偶数であると規定することがある。そのような法律はニューサウスウェールズ州、およびメリーランド州で通過した。
ルーレットにおいて、0は偶数にも奇数にも数えられない。そこで出目の偶奇性を当てるような賭ではカジノ側に有利である。同様に、ゼロの偶奇性を定めないでおくことは、発生させた乱数が偶数か奇数かに依存するような事象に対して賭けるプロップベットにおいて0が発生した場合に、支払い側に有利である。
「odds and evens」ゲームにおいても影響がある。2人のプレーヤーが両方共0の指を出したとき、指の数の和は0である。このときは偶数プレーヤーの勝ちになる。ある教員マニュアルでは、0が2で割り切れることの概念を生徒に導入するための方法として、このゲームをプレイすることを薦めている。

## 数学的な文脈
数論の無数の結果から、偶数の代数的および算術的性質の基本的な定理が導かれる。そこで0を偶数とすることでさらに深い結論に到達する。例えば正の数が一意的な素因数を持つということは、ある数が異なる素因数を偶数個持つか奇数個持つかということが一意的に決定されるということを意味する。1は素数ではなく素因数も持たないから、0個の異なる素数の積と見なせる。そして0は偶数だから、1は異なる素因数を偶数個持つということになる。これよりメビウス関数は{\displaystyle \mu (1)=1}となる。この等式は、メビウス関数が乗法的関数となるために、およびメビウス反転公式が成立するために必要である。

### 奇数とはなり得ないこと
数nは、n = 2k + 1となるようなある整数kが存在すれば奇数である 。ゼロが奇数では無いことを証明する一つの方法は、背理法である。すなわち、0 = 2k + 1となるようなあるkが存在すれば、この式よりk = −1/2、となるが、これは整数ではない。ゼロが奇数でないから、ある未知の数が奇数であることが示されれば、それはゼロではありえない。この一見したところ自明な事実は、ある数がなぜゼロではありえないのか、ということを説明する便利で明瞭な証明を与える。
グラフ理論の古典的な結果は、奇数位数のグラフは常に少なくとも一つの偶数次数の頂点を持つことを主張する。空グラフの位数(0)、および孤立点の次数(0)は偶数であるため、この主張は、ゼロが偶数であることを要求する。

### 偶奇の交替性

自然数の偶奇性の再帰的定義

ゼロが偶数であるという事実と、偶数と奇数の交替性という事実があれば、すべての他の自然数の偶奇性を決定するためには十分である。この考え方は、「すべての偶数の自然数の集合」を次のように帰納的に定義することで定式化できる。
- 0は偶数。
- (n + 1) が偶数であることとnが偶数でないことは同値。

この定義は0と後者関数の存在という、自然数の最小の基礎のみ利用しているという概念的な有利さを持つ。そのため、それはen:Logical frameworkやIsabelle theorem proverのような計算機による論理システムに役に立つ。 この定義においては、ゼロの偶数性は、定理ではなく公理であり、従って、「0は偶数である」は、偶数の自然数が一つのモデルになるようなペアノ公理系における公理の一つとして解釈される。

ポリゴンの点テスト

計算幾何学における古典的なポリゴンの点テストは上の考えの応用である。ある点があるポリゴンの中にあるかどうかを判定するためには、無限遠からその点に直線を引き、ポリゴンの境界とその直線が交わる回数を数える。その交差数が偶数であることと、その点がポリゴンの外側にあることは同値である。このアルゴリズムが有効なのは、直線が決してポリゴンと交わらないならばその交差数はゼロ、すなわち偶数であり、その点は外側にあるという事実による。その直線がポリゴンと交わるたびに、交差数は偶数と奇数を交代し、その点も内部と外部の間を交代する。

2部グラフの構造

グラフ理論において、2部グラフとは、それぞれの頂点が2種類に色分けされ、隣接する頂点は異なる色を持つようなグラフである。ある連結グラフが奇数の閉路を持たなければ、基点vを選び、各頂点をvからの距離が偶数か奇数かによって白と黒に塗分けることにより、2部グラフを構成できる。ここで、vからそれ自身への距離は0であり、0は偶数だから、基点自身は距離1であるような隣接点とは異なる色になる。

### 代数的パターン

Zの部分群としての2Z (青)

抽象代数学において、偶数は0を含むことを要求する多様な代数的構造を構成する。加法的単位元(ゼロ)が偶数であるという事実に、偶数の和も逆元も偶数であることと、和の結合律を加えると、偶数は群を構成することを意味する。さらに言えば、偶数の群は、すべての整数が構成する加法群の部分群である。これは部分群の概念の基本的な例である。
群論の立場から言えば、一般的にある加法群において、減算の元で閉じている任意の非空な部分集合は必然的に部分群になり、特にそれは単位元を含んでいる。先に述べた、"偶数 - 偶数 = 偶数" という規則が0が偶数であるべきことを強要する、という結論は、この一般論における一つの具体例にすぎない。
偶数の集合は整数の正規部分群だから、それは整数を剰余類に類別する。これらの剰余類は次の同値関係による同値類として構成できる。{\displaystyle x-y}が偶数であるとき{\displaystyle x\sim y}と定義する。ここで0が偶数であることは二項関係{\displaystyle \sim }の反射律として直接導かれる。 この部分群による剰余類はただ2つだけ(偶数と奇数)存在し、そこでその位数は2である
同様に、交代群は、n文字の対称群の位数2の部分群である。偶置換と呼ばれる交代群の要素は互換の偶数回数の積である。恒等置換は、互換の0回の積(つまり何もしない)と見なされ、0は偶数だからこれも偶置換である。これは対称群の単位元であるから、偶置換は対称群の部分群となる。